# Hubert Krier
Hubert Krier (* 3. März 1905 in Wiesbaden; † 8. September 1994 in München) war ein deutscher Bankier und Diplomat.

## Herkunft
Krier war der Sohn des Bankiers Paul Alexander Krier (1876–1936) und dessen erster Frau Jeanne, geborene Thiria. Hubert hatte einen fünf Jahre älteren Bruder, der 1955 verstarb. Die Familie stammte aus Luxemburg und betrieb seit mehreren Generationen das Bankgeschäft, nach den letzten Einigungskriegen die Vermögensverwaltung des großherzoglichen Hauses für die im neuen Deutschen Kaiserreich Reich gelegenen privaten Besitzungen.

## Leben
Krier begann an der Albert-Ludwigs-Universität Freiburg Rechtswissenschaft zu studieren. 1924 wurde er im Corps Hasso-Borussia recipiert. Als Inaktiver wechselte er an die neue Johann Wolfgang Goethe-Universität Frankfurt am Main, an der er 1927 zum Dr. iur. promoviert wurde. Er trat in das vom Vater und Onkel  Ende des 19. Jahrhunderts in Wiesbaden gegründete Bankhaus Gebr. Krier. Zum Heer (Wehrmacht) einberufen, wurde er auf Grund seiner Sprachkenntnisse als Dolmetscher und Verbindungsoffizier in den besetzten westeuropäischen Ländern verwendet. Bei Wiedergründung des Auswärtigen Amtes folgte er 1950 der Aufforderung, als Unbelasteter mit guten Kontakten in den Auswärtigen Dienst einzutreten. Zunächst leitete er die Wirtschaftsabteilung der Deutschen Botschaft in Brüssel. Nach fünf Jahren in der Zentrale des Auswärtigen Amts wurde er 1960 Leiter des Konsulats in Palermo. Im letzten Jahrfünft seiner Laufbahn vertrat er die Bundesrepublik Deutschland als Botschafter in Paraguay.

## Ehrungen
- Ehrendoktor der Universidad Nacional de Asunción[4]
- Großkreuz des Paraguayischen Verdienstordens mit Stern und Schulterband[2]
- Ehrendoktor der Universität zu Köln[4]
- Bayerischer Verdienstorden[4]
- Verdienstkreuz 1. Klasse (1968)[5]
- Verdienstorden der Bundesrepublik Deutschland, Großes Verdienstkreuz (1974)[4]
- Komturkreuz des Kgl. Belgischen Kronenordens